# Trichiusa immigrata
Trichiusa immigrata är en skalbaggsart som beskrevs av Lohse 1984. Trichiusa immigrata ingår i släktet Trichiusa, och familjen kortvingar. Arten är reproducerande i Sverige.